# Columbia Heights (Minnesota)
Columbia Heights è un comune degli Stati Uniti d'America, situato in Minnesota, nella contea di Anoka.